# Chaetodipus
Chaetodipus — рід гризунів з родини гетеромісових (Heteromyidae), що містить 17 видів, ендемічних для Сполучених Штатів і Мексики.

## Характеристики
Представники цього роду мають розміри від 80 до 125 мм (голова й тулуб) і важать 15–47 грамів (Nowak, 1999). На відміну від роду Perognathus, більшість видів роду Chaetodipus мають жорстку шерсть із деякими межами з колючою шерстю. Вони, як правило, зустрічаються в посушливих середовищах існування, де харчуються насінням, рослинністю та комахами (Nowak, 1999). Самки народжують виводок з 2–9 дитинчат після періоду вагітності трохи менше місяця. Найдовша зареєстрована тривалість життя становить 8 років і 4 місяці (Nowak, 1999).

## Спосіб життя
Ці гризуни живуть у різних, досить сухих місцях проживання: кам'янисті горбисті ландшафти або гори, напівпустелі, а також трав'яні та чагарникові ділянки. Вони не впадають у сплячку, але в холодну погоду іноді впадають у заціпеніння. Їжа складається з насіння та інших частин рослин, які зберігаються в норі (Nowak, 1999). Кожен екземпляр риє власну систему тунелів, які він захищає від інших тварин. У багатьох видів спарювання відбувається навесні, але в теплих регіонах самиці можуть мати кілька виводків протягом року. Вагітність триває 23–24 дні, потім народжується від одного до восьми молодих тварин (зазвичай чотири). Через 3,5 тижня починають вживати тверду їжу. Найстаріша тварина, якою опікувалися люди, досягла віку 8 років і 4 місяців (Nowak, 1999). 